# سفالون
سفالون (انگلیسی: Cephalon) شرکت داروسازی آمریکایی است، که در سال ۱۹۸۷ توسط فرانک بالدینو تأسیس شد.